# Colégio Estadual Júlio de Castilhos
O Colégio Estadual Júlio de Castilhos, também chamado de Julinho, é uma escola pública localizada na cidade brasileira de Porto Alegre, no estado do Rio Grande do Sul. É um dos mais tradicionais colégios da cidade, tendo sido uma das melhores escolas porto-alegrenses, até por volta de 1985, quando o seu ensino passou a decair. Até 1985, tinha no seu quadro de professores muitos intelectuais da cidade, passando por seus bancos escolares muitas personalidades do estado e do país.
Por sua tradição, o Julinho já foi mencionado em algumas letras de canções sobre a cidade. Também, foi na instituição que surgiu o primeiro Movimento Tradicionalista Gaúcho.

## História

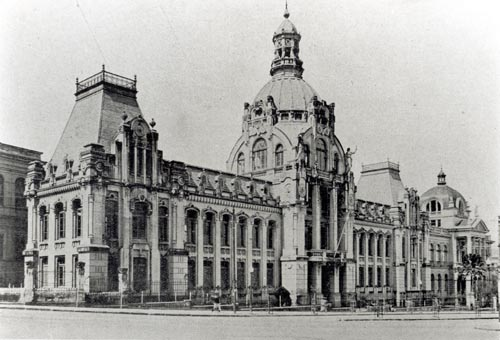
O prédio antigo

Foi fundado em 23 de março de 1900 por João José Pereira Parobé, um dos fundadores e então diretor da  Escola de Engenharia do  RS, com o nome de Gymnasio do Rio Grande do Sul. Em 1905 passou a ser designado Instituto Gymnasial do Rio Grande do Sul. Em 1908 a Escola de Engenharia, prestando homenagem ao político gaúcho Júlio de Castilhos, falecido em 1903, denominou-o Instituto Gymnasial Júlio de Castilhos.
Funcionava anexo à Escola de Engenharia, curso então independente e precursor da  UFRGS, até que em 1911, com projeto do engenheiro Manoel Barbosa Assumpção Itaqui, sua imponente sede foi inaugurada. É muitas vezes referida como de estilo renascentista alemão, embora o estilo do projetista tenha sido de tendência  eclética, da arquitetura européia da época, com influências dominantes de Art nouveau e Art déco.
Com o regulamento expedido pela Escola de Engenharia em 24 de março de 1923 passou a nomear-se Instituto Júlio de Castilhos. Em 1942 transformou-se em Colégio Estadual Júlio de Castilhos, sendo ministradas as disciplinas do curso ginasial e dos cursos clássico e científico. Em 1943 foram constituídas as primeiras turmas femininas e foi criado o Grêmio Estudantil Júlio de Castilhos. Em 1947 formou-se o Centro de Professores Júlio de Castilhos.
Na década de 1930, a escola quase foi privatizada por um decreto do governo do Estado, o qual pretendia deixar todo o ensino secundário nas mãos de escolas particulares.
Em 17 de novembro de 1951 o prédio original foi completamente destruído por incêndio de causas desconhecidas, com suspeitas de ato criminoso. Com o vento forte, as chamas se alastraram rapidamente e, mesmo com quatro carros e cerca de 50 bombeiros, não foi possível controlar o fogo. Os bombeiros, porém, conseguiram evitar que os prédios vizinhos fossem atingidos.
Em 29 de junho de 1958 o novo e atual prédio, em estilo moderno da época, foi entregue à comunidade, localizando-se na Avenida Piratini, no bairro  Santana, na adjacência do bairro Azenha, acelerando a urbanização da região. Durante o intervalo a escola funcionou no prédio do Arquivo Público do Estado do Rio Grande do Sul.
Até meados de 1980 representou o ensino público de excelência, considerado o “colégio padrão” do RS, com intensa militância estudantil e local de formação de importantes lideranças políticas e intelectuais do Rio Grande do Sul e do Brasil. Dentre os mais conhecidos: Leonel Brizola, Paulo Brossard de Souza Pinto, Ibsen Pinheiro, Antonio Britto, Luciana Genro, Moacyr Scliar, Caco Barcelos.
Originou, em 1943, o primeiro Centro de Tradições Gaúchas (CTG) e em 1979, o primeiro grupo de ecologia ligado a uma escola do Rio Grande do Sul, chamado Kaa-Eté (mata virgem, em guarani). Atualmente, o Júlio de Castilhos é a maior instituição de ensino do estado, com cerca de 3600 alunos matriculados, bem como uma das mais antigas.